# Катастрофа Ил-18 в Ташкенте
Катастрофа Ил-18 в Ташкенте — авиационная катастрофа, произошедшая 24 июня 1974 года в Ташкентском аэропорту Южный. Авиалайнер Ил-18Е Ташкентского ОАО авиакомпании «Аэрофлот» выполнял плановый внутренний рейс SU-5139 по маршруту Самарканд — Ташкент — Свердловск — Ленинград, но при взлёте лайнер столкнулся с птицами, после чего отказал двигатель №4 (крайний правый). Экипаж зафлюгировал винт, но не смог предотвратить выкатывание за пределы ВПП, после чего упал в канал Карасу и разрушился на две части. Погиб 1 человек на борту из 114 — 106 пассажиров и 8 членов экипажа, ещё 22 получили ранения.

## Самолёт
Ил-18Е с бортовым номером 75405 (заводской — 186009005, серийный — 090-05) был выпущен заводом ММЗ «Знамя Труда» 21 мая 1966 года, а затем передан Министерству гражданской авиации СССР, которое к 1 июня направило его в Ташкентский авиаотряд Узбекского управления гражданской авиации. Его салон по некоторым данным имел пассажировместимость на 90 мест. Всего на момент катастрофы авиалайнер имел в общей сложности 19 030 часов налёта и 6427 посадок.

## Экипаж и пассажиры
Состав экипажа рейса SU-5139 был из 219-го лëтного отряда Ташкентского ОАО, в состав которого входили 8 человек:
- Командир воздушного судна (КВС) — Александр Фёдорович Милюков;
- Второй пилот — Вячеслав Иванович Нечаев;
- Штурман — Александр Михайлович Хадкевич;
- Бортмеханик — Юрий Владимирович Карпов;
- Бортрадист — Николай Антонович Буданов;

В салоне авиалайнера работали трое бортпроводников:
- Фарида Умаровна Чуракова;
- Фархад Удабаев;
- Александр Яковлевич Мосягин.

Также среди пассажиров находился другой командир из того же авиаотряда

## Катастрофа
Ил-18Е борт СССР-75405 выполнял внутренний рейс 5139 из Самарканда в Ленинград с промежуточными посадками в Ташкенте и Свердловске. Всего на борту находились 106 пассажиров (96 взрослых и 10 детей) и 8 членов экипажа.
Вылет из Ташкента должен был состояться в 15 часов, но из-за отказа АРК-П был задержан на час. После ремонта, в 17:04 (16:04 МСК) экипаж занял позицию в конце ВПП, а затем начал разгон для взлёта по магнитному курсу 76°. Поначалу всё происходило без отклонений, но спустя примерно 41 секунду с начала разгона, когда авиалайнер разогнался до 230 км/ч и пора было поднимать переднее колесо шасси, он врезался крайним правым двигателем (№ 4) в стаю птиц, но экипаж этого не увидел. Тем не менее, бортинженер Хадкевич увидел по приборам, что произошёл отказ двигателя № 4, о чём доложил командиру и получил в ответ команду зафлюгировать воздушный винт данной силовой установки. До конца полосы оставалось ещё 2100 метров, и командир, оценив ситуацию, решил, что при высокой температуре воздуха в условиях высокогорного аэродрома, да ещё при расположенном за аэропортом жилом массиве, тяги трёх винтов может быть недостаточно, поэтому принял решение прервать взлёт. Тогда командир дал команду установить 0° по УПРТ и снять винты с упоров, то есть перевести их в режим аэродинамического тормоза, что бортмеханик и выполнил на 47-й секунде с начала взлёта (спустя 6 секунд после столкновения с птицами).
Действия командира поначалу были правильными, так как по расчётам авиалайнер мог остановиться в пределах полосы. Но от волнения командир Милюков забыл, что процесс перевода винтов со взлётного на нулевой угол атаки занимает около 10—12 секунд. Не увидев быстрого тормозного эффекта, Милюков дважды повторил команду Хадкевичу. Через 7 секунд с момента первой команды (54-я секунда взлёта) винты перешли на 0° по УПРТ, а следом появился сигнал, что на винтах появилась отрицательная тяга. Однако взволнованный (из-за опасения выкатиться за ВПП) командир этого сигнала сперва не заметил и дал команду зафлюгировать винты, что в данной ситуации было ошибкой, так как тормозной эффект от этого значительно снижался. Но бортмеханик выполнил эту команду и на 57-й секунде взлёта нажатием кнопки зафлюгировал воздушные винты № 1 и 2 (оба на левом крыле). В результате отрицательная тяга на винтах пропала, а авиалайнер находился всего в 600 метрах от конца полосы и мчался со скоростью 190—220 км/ч.
Поняв, что выкатывание за ВПП неизбежно, Милюков дал команду применить аварийное торможение, но из-за несогласованных действий в экипаже его не включили сразу. Увидев, что аварийное торможение никто не включает, бортмеханик проявил инициативу и сам его включил, но поначалу недостаточно интенсивно (было включено полностью лишь после схода на грунт). К тому же, отвлёкшись на аварийное торможение, он забыл зафлюгировать оставшийся воздушный винт № 3, на котором ещё сохранялась отрицательная тяга. С учётом, что оба левых винта уже были зафлюгированы, от торца ВПП оставалось 250 метров, возник разворачивающий момент, который сохранялся на протяжении 15 секунд и уводил авиалайнер влево. В результате на 67—68-й секунде с начала разгона и в 10 метрах от конца полосы Ил-18 на скорости 130—160 км/ч под углом 15° сошёл с неё и выкатился на грунт. Только тогда бортмеханик вспомнил про незафлюгированный винт и остановил весь двигатель с помощью крана останова.
Помчавшись по грунту, самолёт через 315 и 405 метров пересёк две асфальтированные автодороги. Далее впереди располагался канал Карасу, который имел ширину 15 метров при высоких берегах. Чтобы не врезаться носовой частью в противоположный берег, командир резко потянул штурвал «на себя». На 82-й секунде с начала разгона Ил-18 на скорости 50—100 км/ч перелетел канал и ударился о склон противоположного берега хвостовой частью, рухнул на берег, сломал стойки шасси и разломился надвое (по 24-му шпангоуту) в 555 метрах от ВПП. Хвост при этом остался висеть над каналом, пожара не возникло. Под руководством командира экипажа, в течение 2—3 минут все пассажиры были эвакуированы.
Трое пассажиров не были пристёгнуты и при ударе получили тяжёлые травмы. Одним из них был летевший пассажиром КВС из 219-го лётного отряда, который через несколько часов скончался в больнице от полученных травм, став единственной жертвой происшествия. Всего же в общей сложности были ранены 22 человека: бортрадист, бортпроводница и 20 пассажиров.

## Причины
Отказ СУ № 4, произошедший вследствие попадания птиц в газовоздушный тракт двигателя, что из-за нарушения нормальной работы компрессора и помпажа привело к автоматическому флюгированию воздушного винта по падению давления масла в системе ИКМ и выключению двигателя. Остатки птиц обнаружены в двигателе.
Поспешные и неправильные действия экипажа по прекращению взлёта привели к созданию аварийной обстановки:
1. неучёт КВС времени перехода винтов со взлётных углов атаки на 0° по УПРТ и снятия винтов с упоров;
2. поспешная и неправильная команда на флюгирование работающих двигателей, что увеличило длину пробега на 350—400 метров;
3. бортмеханик не зафлюгировал винт № 3, что вызвало разворачивающий момент вправо;
4. КВС не управлял системой аварийного торможения, а лишь подал команду. Из-за несогласованных действий между членами экипажа торможение выполнялось бортмехаником недостаточно интенсивно.

— 